# Phyllanthus cherrieri
Phyllanthus cherrieri är en emblikaväxtart som beskrevs av Maurice Schmid. Phyllanthus cherrieri ingår i släktet Phyllanthus och familjen emblikaväxter. Inga underarter finns listade i Catalogue of Life.